# أنيس خضر
أنيس خضر (9 سبتمبر 1991 في تونس -) هو لاعب كرة قدم تونسي في خط الوسط.

## روابط خارجية
- أنيس خضر على موقع قاعدة بيانات كرة القدم.إي يو (الإنجليزية)
- أنيس خضر على موقع عالم كرة القدم.نت (الإنجليزية)